# Néac
Néac là một xã trong tỉnh Gironde, thuộc vùng Nouvelle-Aquitaine của nước Pháp, có dân số là 403 người (thời điểm 1999). Phần lớn diện tích dùng để trồng nho. Xã nằm trong vùng trồng nho Lalande-de-Pomerol. Néac nằm khoảng 4,6 km về phía đông-bắc của thành phố Libourne.

## Dân cư
| 1962 | 1968 | 1975 | 1982 | 1990 | 1999 |
| ---- | ---- | ---- | ---- | ---- | ---- |
| 489  | 548  | 508  | 509  | 463  | 403  |